# 취권

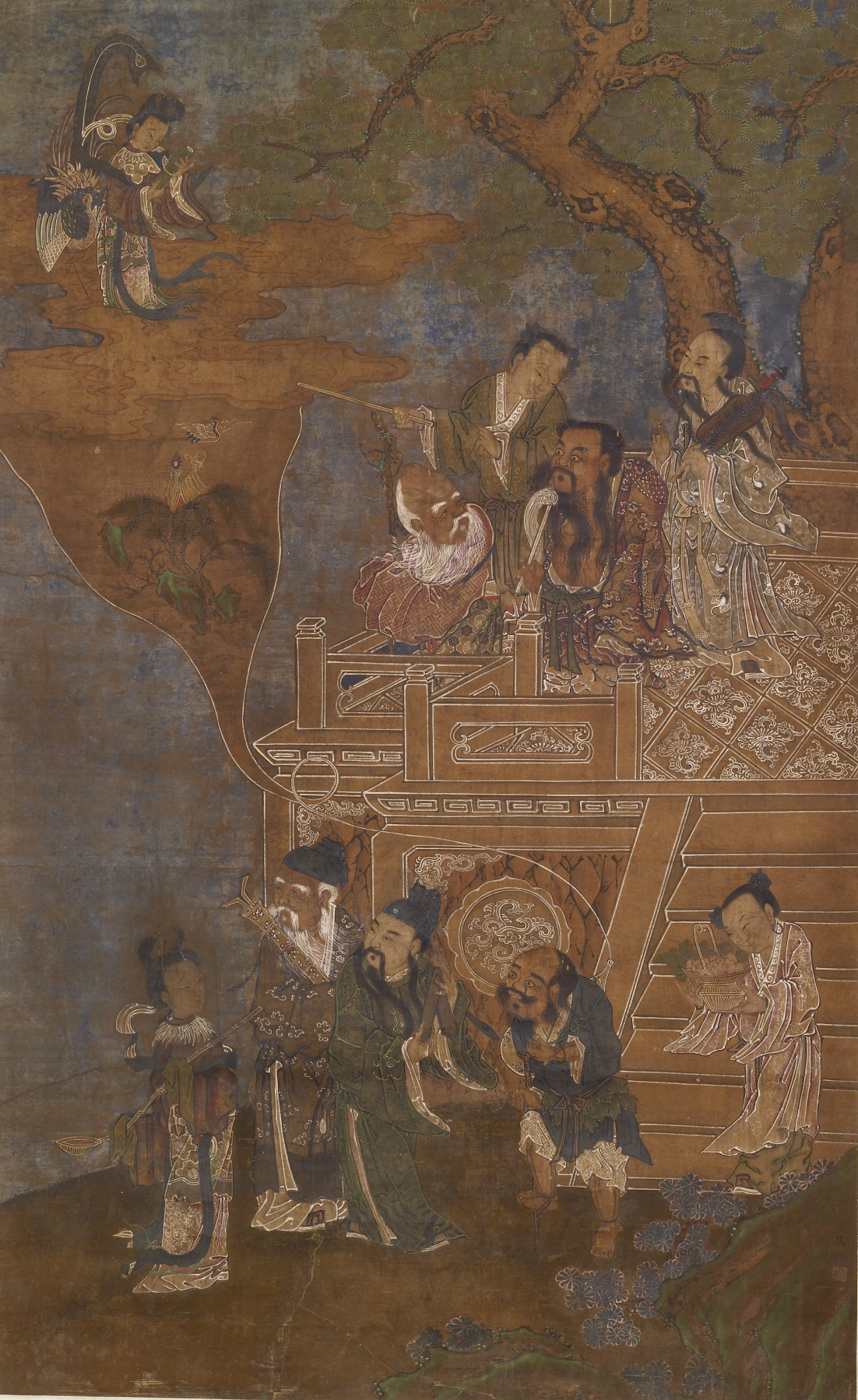

취권(한국 한자: 醉拳, 중국어: 醉拳)은 취한 사람의 움직임을 따라하는 모든 중국 무술 스타일의 총칭이다. 고대 스타일과 그 기원은 주로 불교와 도교 공동체로 거슬러 올라간다.